# Ден Ливи
Данијел Џозеф Ливи (енгл. Daniel Joseph Levy; Торонто, 9. август 1983) канадски је глумац, сценариста и продуцент. Син је глумца Јуџина Ливија. Познат је по улози Дејвида Роуза у серији Добродошли у Шитс Крик (2015—2020).

## Биографија
Рођен је 9. августа 1983. године у Торонту. У родном граду је завршио основно и средње образовање, а касније уписао филмску продукцију на Универзитету Јорк и Универзитету Торонто Метрополитан. Отац му је јевреј а мајка протестанткиња. Имао је бар-мицву. Породица слави и Божић и Хануку.
Раније је избегавао да јавно декларише своју сексуалну оријентацију, међутим 2015. године у интервјуу за Flare изразио се „чланом ЛГБТ+ заједнице”. Године 2020. у интервјуу са Ендијем Коеном, рекао је да је „очигледно геј” и да изашао из ормара са 18 година.

## Филмографија

### Филм
| Улоге Дена Ливија |                         |               |            |             |
| Година            | Српски назив            | Изворни назив | Улога      | Напомена    |
| 2012.             |                         |               | Џек Дејтон |             |
| 2013.             | Пријемни                |               | Џејмс      |             |
| 2014.             |                         |               | репортер   |             |
| 2017.             |                         |               | робот 1    | кратки филм |
| 2020.             | Најсрећније доба године |               | Џон        |             |

### Телевизија
| Улоге Дена Ливија |                        |               |                |              |
| Година            | Српски назив           | Изворни назив | Улога          | Напомена     |
| 2006—2011.        |                        |               | водитељ        |              |
| 2006—2010.        |                        |               | водитељ        |              |
| 2009.             |                        |               | Роби           | ТВ филм      |
| 2010.             |                        |               | себе           | ТВ специјал  |
| 2015.             |                        |               | члан жирија    | 1 епизода    |
| 2015—2020.        | Добродошли у Шитс Крик |               | Дејвид Роуз    | главна улога |
| 2017—2018.        |                        |               | водитељ        | 16 епизода   |
| 2018.             | Модерна породица       |               | Џона           | 1 епизода    |
| 2019.             |                        |               | приповедач     | ТВ филм      |
| 2020.             |                        |               | члан жирија    | 1 епизода    |
| 2020.             | Елита са обале         |               | Марк Хестерман | ТВ филм      |
| 2021.             | Уживо суботом увече    |               | водитељ        | 1 епизода    |
| 2021.             |                        |               | Частен (глас)  | 1 епизода    |
| 2022.             |                        |               | водитељ        |              |
| 2023.             | Сексуално образовање   |               | господин Моли  | главна улога |
| 2023.             | Идол                   |               |                | главна улога |